# Grzegorz Jurgielewicz
Grzegorz Jurgielewicz znany jako Anextiomarus lub Karcharoth (ur. 31 maja 1976  – zm. 30 kwietnia 2004) - blackmetalowy muzyk  pochodzący z Wrocławia. Założyciel zespołu Infernum wykonującego black metal, związany również z zespołami Graveland oraz Dagon. 
Z zespołem Infernum nagrał m.in. album The Curse wydany w 2006 roku przez Sound Riot Records. Wraz z Renfasem, muzykiem znanym z występów w grupie Thy Worshiper współtworzył projekt Dagon. Jednakże zrealizowane nagrania nie zostały nigdy wydane. Jurgielewicz chorował na schizofrenię.  30 kwietnia 2004 roku popełnił samobójstwo.